# 吴绍骙
吴绍骙（1905年2月12日—1998年3月30日），号又骙，男，安徽嘉山人，中国农业教育家和作物育种学家、中国玉米育种专家。长期从事玉米良种研究，并培育、推广豫农704、豫单5号、豫双5号等优良玉米杂交种。

## 生平
吴绍骙是安徽省嘉山县三界镇人。1929年，毕业于金陵大学（现南京大学）农学院农艺系。1934年，进入美国明尼苏达大学农学院深造，后获博士学位。1938年回国，曾任广西大学农学院、金陵大学农学院教授。
1949年后，历任河南农学院副院长、中国农业科学院学术委员会委员；河南省人大常委会副主任。

## 纪念
2012年，以他名字命名的“吴绍骙玉米研究院”建立于河南农业大学。